# Isander
En Isander er et grundlæggende spring indenfor udspring og kan gennemføres fra både vippe og tårn.
Springet gennemføres med kroppens front vendt mod vandet og efter afsættet roteres baglæns en halv salto inden nedslaget i vandet. Fortsættes rotationen udover en halv salto, betegnes springet Molberg salto
Indenfor udspring benævnes springet 301 og kan gennemføres i positionerne strakt (301A), hoftebøjet (301B) eller sammenbøjet (301C). Hvis springet gennemføres med skruer, benævnes det 531n, hvor n angiver antallet af halve skruer.
Springet er opkaldt efter svenskeren Lars Fredrik Isander som var aktiv i Upsala Simsällskap.

## Ekstern henvisning
Isander hoftebøjet fra 3 meter på YouTube